# Förderstedt
Förderstedt er en kommune i Salzlandkreis den tyske delstat Sachsen-Anhalt.
Kommunen ligger i den sydlige del af Magdeburger Börde er et fladt område der mod sydøst støder op til floden Bode ved landsbyen Löbnitz.

## Landsbyer
- Atzendorf med bebyggelsen Marbeschacht, indlemmet 2004
- Brumby, indlemmet 2006
- Glöthe, indlemmet 2006
- Löbnitz (Bode), indlemmet 2004
- Üllnitz,indlemmet i Glöthe i 1950

Kommunen Föderstedt er dannet af kommunerne i det tidligere Verwaltungsgemeinschaft Südliche Börde.
I området omkring Förderstedt udviklede der sig i slutningen af 1800-tallet en kalkindustri. Søerne Albertine-See og Karls-See fortæller om det 20. århundredes udvinding af brunkul.

## Weblinks
- Wikimedia Commons har flere filer relateret til Förderstedt